# Baci/Nossignora
Baci/Nossignora è il 4° singolo discografico di Remo Germani pubblicato  nel 1962.

## Descrizione
Venne pubblicato in Italia dalla Jolly Hi-Fi Records, in Francia dalla Disques Pop e in Canada dalla Ital Record Distributing. Il brano Baci è una cover con testo in italiano scritto da Salvatore Palomba del brano Thing composto da Bobby Darin. Dopo l'insuccesso dei singoli precedenti, questo ricevette invece un certo successo di vendite e, il 9 marzo 1963, entra nella top ten italiana per 17 settimane raggiungendo il terzo posto e divenendo il decimo singolo più venduto del 1963. Grazie a questo successo la casa discografica decise di produrre un primo album che, rifacendosi al brano del lato A, venne intitolato Baci (La ragazza del mio cuore) lo stesso anno. e in cui vennero inseriti entrambi i brani del 45 giri.

## Tracce
LATO A
1. Baci (Cover di "Things") – 2:30 (testo: Salvatore Palomba – musica: Bobby Darin)

LATO B
1. Nossignora – 2:05 (testo: Mogol – musica: Giulio Libano)